# Zsuzsanna Jánosi-Németh
Dans le nom hongrois Jánosi-Németh Zsuzsanna, le nom de famille précède le prénom, mais cet article utilise l’ordre habituel en français Zsuzsanna Jánosi-Németh, où le prénom précède le nom.
Zsuzsanna Jánosi-Németh est une escrimeuse hongroise née le 19 novembre 1963 à Budapest.

## Carrière
Zsuzsanna Jánosi-Nemeth participe à l'épreuve de fleuret par équipe lors des Jeux olympiques d'été de 1988 à Séoul et remporte avec ses partenaires hongroises la médaille de bronze.

## Palmarès

### Jeux olympiques
- Jeux olympiques d'été de 1988 à Séoul
  -  Médaille de bronze au fleuret par équipe

### Championnats du monde
- Championnats du monde d'escrime 1983
  -  Médaille de bronze au fleuret par équipe
- Championnats du monde d'escrime 1985
  -  Médaille d'argent au fleuret par équipe
- Championnats du monde d'escrime 1987
  -  Médaille d'or au fleuret par équipe
- Championnats du monde d'escrime 1994
  -  Médaille de bronze au fleuret par équipe

### Championnats d'Europe
- Championnats d'Europe d'escrime 1991
  -  Médaille d'or au fleuret par équipe
  -  Médaille d'or au fleuret individuel
- Championnats d'Europe d'escrime 1993
  -  Médaille d'argent au fleuret individuel